# Cardamine tryssa
Cardamine tryssa är en korsblommig växtart som beskrevs av I. Thomps. Cardamine tryssa ingår i släktet bräsmor, och familjen korsblommiga växter. Inga underarter finns listade i Catalogue of Life.